# Magda Apanowicz
Magda Apanowicz (ur. 8 listopada 1985 w Vancouver) – kanadyjska aktorka z polskimi korzeniami. Studiowała w Vancouver Film School.

## Filmografia
- 2002: Jeremiah jako młoda dziewczyna
- 2002: Johny Doe jako modelka
- 2003: Sweet Lullaby jako Julie
- 2004: Efekt motyla (The Butterfly Effect) jako punkowa dziewczyna
- 2004–2005: Wydział do spraw specjalnych (Cold Squad) jako Kassia Harper
- 2006: Słowo na L (The L Word) jako dziewczyna
- 2006: Holiday Wishes jako Dodie Bradley
- 2006–2008: Renegadepress.com jako Alex Young
- 2007: Devil’s Diary jako Ursula Wilson
- 2007: Bionic Woman: Agentka przyszłości (Bionic Woman) jako Heaven Von Fleet
- 2007–2009: Kyle XY jako Andy Jensen
- 2008: Andromeda znaczy śmierć(The Andromeda Strain) jako Suzie Travis
- 2008: Every Second Counts jako Brook Preston
- 2009–2010: Caprica jako Lacy Rand
- 2010–2011: Hellcats jako Kathy
- 2010: Wspólna tajemnica (Bond of Silence) jako Angie
- 2010–2011: Team Unicorn jako zombie / kolędnik / plażowiczka
- 2011: Śnieżny Armagedon (Snowmageddon) jako Jennifer Miller
- 2012: 12 świątecznych katastrof (The 12 Disasters of Christmas) jako Jacey
- 2012: Umarłe dusze (Dead Souls) jako Emma
- 2013-2015: Continuum: Ocalić przyszłość (Continuum) jako Emily
- 2013: The Green Inferno jako Samantha
- 2014: A Reason jako Serena Hilgrim
- 2018: Travelers jako Dawn (sezon 3, 3 odcinki)